# 蒂姆·斯維尼

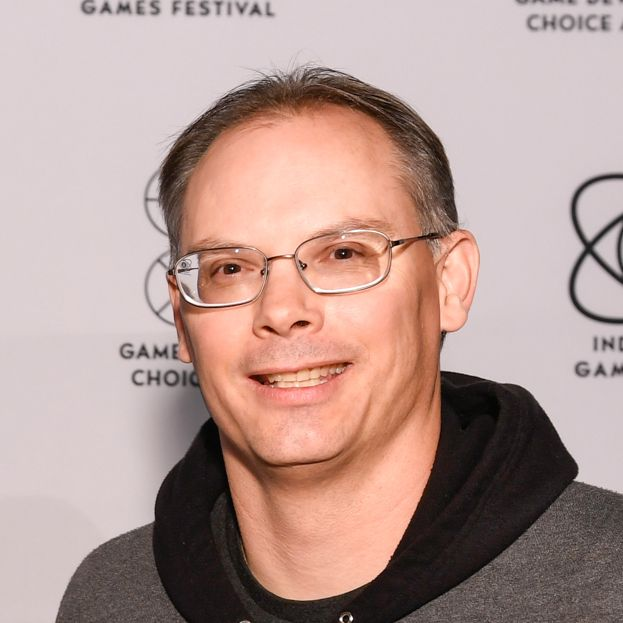
於2017年遊戲開發者選擇獎中出現的蒂姆·斯維尼

蒂姆·斯維尼（英語：Tim Sweeney，1970年—）是一名美國遊戲程式設計師，Epic Games創辦人和行政總裁，虚幻引擎的開發者。

## 早年生活
斯維尼在馬利蘭州的波托馬克（Potomac）長大，是三兄弟中最小的一個。他很小的時候就對修補機電設備產生了興趣，並說他早在5或6歲時就拆掉了割草機，後來更建造了自己的卡丁車。當街機遊戲在1970年代後期開始流行時，他就對街機遊戲產生了興趣，他知道像他拆開並修理的機械設備一樣，有些是在機器中對遊戲進行編程的。儘管家中有部雅達利2600，但斯維尼對《魔幻歷險》之外的遊戲並沒有太感興趣，後來他說一生中沒有玩過很多電子遊戲，而且還很少完全通關。
11歲的時候，斯威尼參觀了他哥哥在加州的新創公司，在那裡他接觸到了早期的IBM PC。斯維尼在那裡度過了一個星期，學習了BASIC並開始對編程產生興趣。儘管他以前有一部康懋達64，但斯維尼對於IBM PC的易用性更感興趣。當他的家中得到Apple II時，斯維尼開始認真學習如何編程，並嘗試以雅達利2600遊戲的精神製作《魔幻歷險2》。斯威尼估計，在11至15歲期間，他花了10,000多個小時在電子佈告欄上自學如何編程，並且完成了幾款遊戲，不過從未與他人分享這些遊戲。他還從他的哥哥們身上學習到創業的概念，從而在青少年時期賺了可觀的錢。儘管他當時以專業服務的一半價錢為該地區的富裕居民割草，依然遠比他在當地五金店工作賺得多。

## 創辦Epic Games
斯威尼在1989年左右開始就讀於馬里蘭大學機械工程系，但仍然對電腦著迷。大約在這個時候，他的父親在國防測繪局（Defence Mapping Agency）工作，給了他一台IBM PC AT。斯威尼在父母的家裡建立了一家諮詢公司Potomac Computer Systems，以提供有關電腦的幫助，但並沒有起色，所以他將公司擱置了。後來，斯威尼有了製作可以出售的遊戲的想法，並在大學工作之餘的晚上或週末進行編程。這就需要他基於PASCAL創建一個文本編輯器，以便能夠對遊戲進行編程，但這令他產生了用文本編輯器本身製作遊戲的想法，這成為《ZZT》的基礎。他讓大學朋友和附近的人嘗試並獲得意見，並意識到這是他可以賣給其他電腦用戶的商品。為了分發遊戲，斯威尼著眼於共享軟體的形式，並寫信給當時領先的共享軟體生產商Apogee Software的Scott Miller，向其咨詢如何分發《ZZT》。為了銷售《ZZT》，他重新啟用了Potomac Computer Systems，並在父親的幫助下完成透過郵件完成分發。《ZZT》銷量很好，每天售出幾個，每天約100美元，因此斯威尼決定將開發遊戲作為他的職業。他意識到電子遊戲公司需要更好的名字，於是將Potomac Computer Systems改名為Epic MegaGames。
繼《ZZT》之後，斯威尼開始研究他的下一個遊戲《Jill of the Jungle》，但發現他缺乏獨自完成的能力。他組建了由4個人組成的團隊，在1992年中完成。為了進行持續開發，斯威尼為Epic MegaGames尋找業務合作夥伴，最終找來了剛剛從id Software離開的Mark Rein，幫助公司發展和管理；由於公司的成長，斯威尼最終以一學分之差沒有獲得學位。斯威尼後來開始研究虛幻引擎，該引擎被1998年第一人稱射擊遊戲《魔域幻境》和其他多種電子遊戲使用。隨著虛幻引擎的成功，該公司於1999年遷至北卡羅萊納州，並更名為Epic Games。
據彭博社報導，截至2019年11月，他的淨資產為72.3億美元。

## 外部連結
- 蒂姆·斯維尼的X（前Twitter）
- Tim Sweeney's profile on the Academy of Interactive Arts & Sciences （页面存档备份，存于）